# ソルトン湖

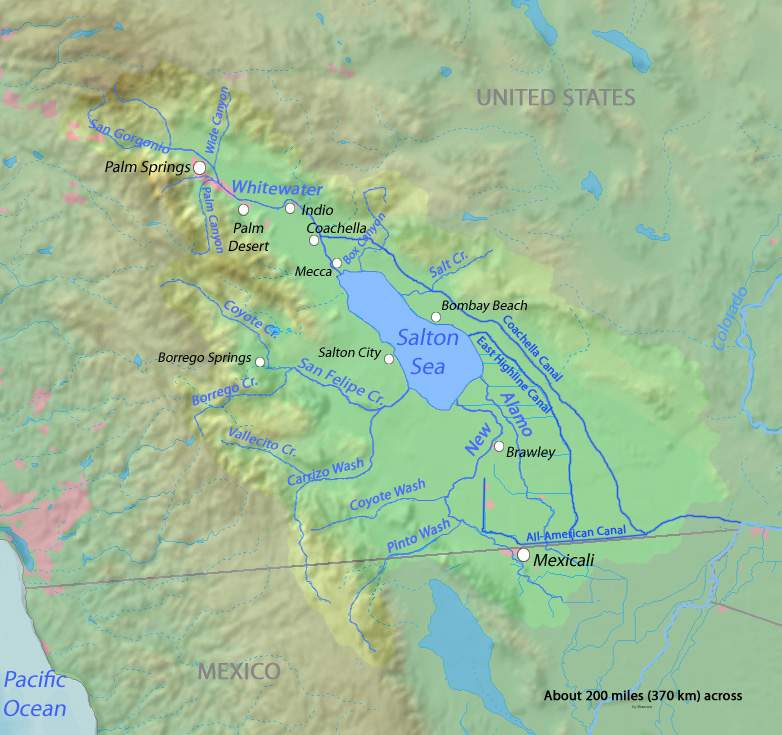
ソルトン湖に入る川の流域図

ソルトン湖（ソルトンこ、英: Salton Sea、英語の"Sea"は「海」だが、内陸湖なので「湖」とする）は、アメリカ合衆国カリフォルニア州のインペリアル・バレーにあり、サンアンドレアス断層の上に直接乗っている塩水の内陸地溝湖である。南カリフォルニアのインペリアル郡とリバーサイド郡に跨るコロラド砂漠のソルトン盆地にある。水面は-69メートルにあり、アメリカではデスヴァレー（-86メートル）に次いで2番目に低い標高である。ソルトン湖にはニュー川、ホワイトウォーター川およびアラモ川が流れ込み、また農業用水の流出水やクリークの水も流入している。歴史上、この場所は湖ができたり乾燥地帯になったりを繰り返したが、1905年の洪水により砂漠にインペリアル・バレーの灌漑用水が流入し、現在見るような大きな湖が誕生した。
湖水面積は964 km2あり、カリフォルニア州最大である。農業用水や雨の量によって大きさは変化するが、平均的な大きさは縦56キロメートル、横24キロメートル、最大深さ16メートルあり、貯水量は9.25 km3、年間平均流入量は1.68 km3である。湖水の塩分濃度は約44 g/L であり、太平洋の塩分濃度 (35 g/L) より高いが、グレートソルト湖よりは低い。塩分濃度は毎年約1%ずつ上昇している。
湖の上空はケーン西とケーン東の軍事演習地域であり、北側の小部分はクラスEとGの作戦空域になっている。南西部、南部および東部の上空の大半が飛行制限されている。ソルトン湖国立野生生物保護区は湖の南東4分の1を占めているので、有視界飛行方式航空図（天候が良い時にパイロットが用いる）に表示されている。

## 歴史
300万年前、少なくとも更新世の氷期を通じてコロラド川がインペリアル・バレーの南部に河口デルタを形成した。最終的にこのデルタがカリフォルニア湾（コルテス海）の西岸に到達し、そこに土砂を積み上げて大規模なダムの役割を果たし、ソルトン湖をカリフォルニア湾北岸から分離した。
その結果、ソルトン盆地は一定ではない川の流量と流入量と蒸発量のバランスに依存して、淡水湖になったり乾燥した砂漠盆地になったりの状態を繰り返してきた。湖は川と降雨で水が満たされたときのみに存在し、湖と砂漠のサイクルは数十万年の間に夥しく繰り返された。1905年の洪水の際に湖の状態になって現在に至っている。
周期的に複数の湖が存在したという証拠もある。現在の湖の東側と西側の丘陵部には、様々な高さで波打ち際となっていた印が残されている。数百年前は盆地全体が間欠的に水で満たされていた。更新世末期にこの盆地を占めていたのはカウィーア湖であり、古地図ではルコント湖やブレイク湖とも記されている。ブレイクという名前はアメリカ合衆国の地質学者ウィリアム・フィップス・ブレイクに因むものである。
内陸のソルトン盆地は南カリフォルニアの広大な地域をカバーする巨大な内陸湖（海）だったので、岩塩の採鉱が行われていた。カリフォルニア州の歴史でスペイン統治時代を通じて、リオ・コロラド（コロラド川）に因み、この地域はコロラド砂漠と呼ばれていた。1853年から1855年に行われた鉄道建設のための測量では、「古代湖の谷間」（バレー・オブ・ジ・エインシャント・レイク）と呼ばれていた。アメリカ合衆国議会図書館にある古地図では「カウィーア・バレー」（土地のインディアン部族名）および「カバゾン・バレー」（現地のインディアン酋長に因む）という表記が見られる。1867年の地図にはソルト・クリークが初めて現れ、1900年の鉄道地図には「ソルトン駅」があった。この場所には1870年代後半以来列車が停まっていた。

### 現在のソルトン湖の出現

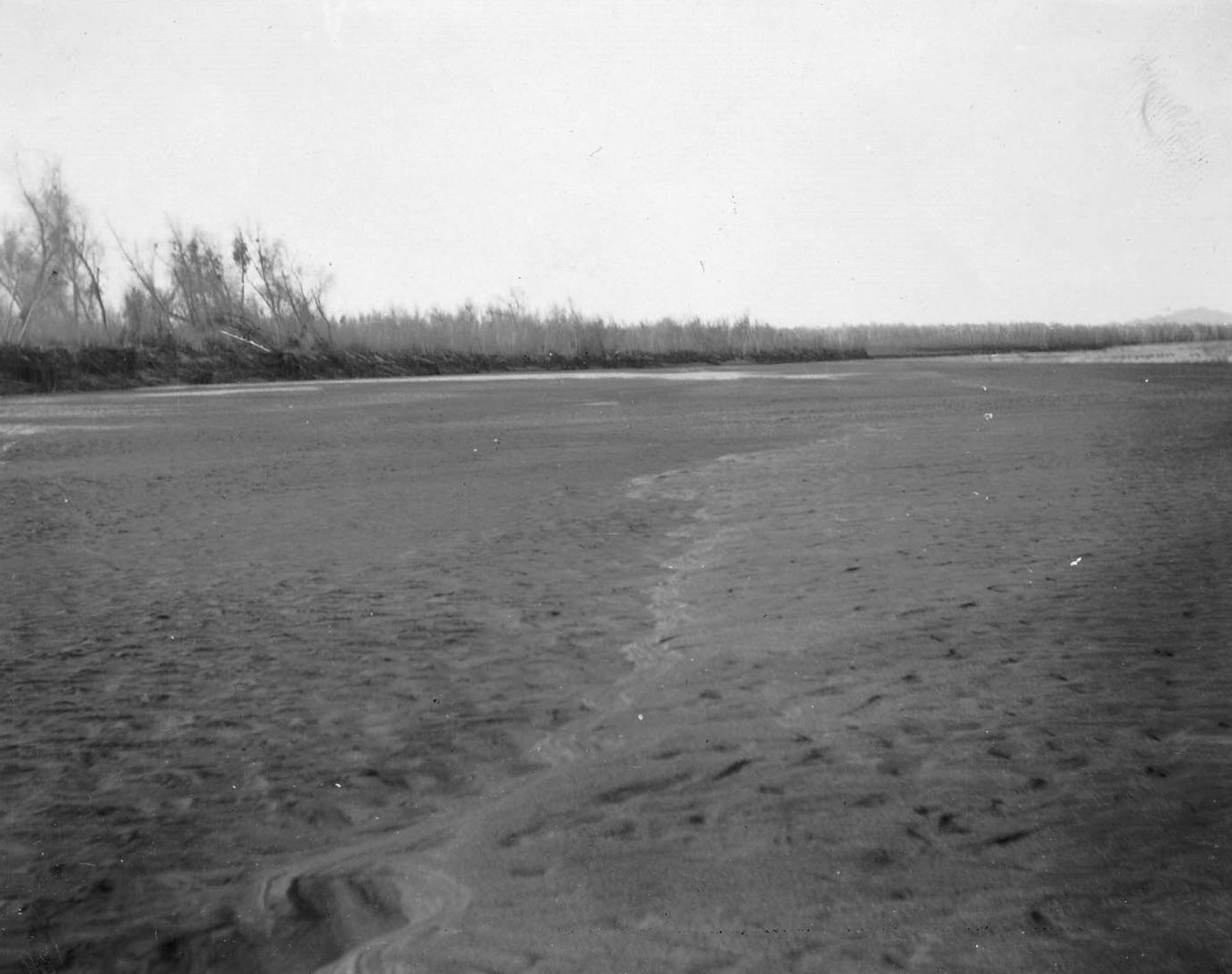
インペリアル取水口下流のコロラド川床

現在のソルトン湖は1905年に出現し始めた。これはインペリアル・バレーでの運河建設や灌漑農地開発に伴うものといえる。この年、豪雨と雪解け水によりコロラド川が脹れ上がり、アラモ運河の取水門を超えた。溢れた水は運河を下り、インペリアル・バレーに溝を穿ち、西のニュー川と東のアラモ川という2つの水路を造り出した。どちらも全長は60マイル (96 km) あった。それから約2年間にわたって2つの川が散発的にコロラド川の水を運びソルトン盆地を満たして湖とした。
サザン・パシフィック鉄道は運河の取水口に土盛をして溢れ出しを止めようとしたが、その工事が迅速なものではなかったので、川水がインペリアル・バレーの乾燥した砂漠砂をさらに深く侵食し、このときはコロラド川に吸収されていたアラモ運河の経路に沿った上流で急速に大きな滝が形成された。この滝は当初15フィート (4.5 m) の高さだったが、裂け目からの流出が止められるまでに80フィート (24 m) にまで成長した。当初はこの滝がコロラド川の本流を無くしてしまう恐れがあり、その高さが300フィート (100 m) に達すると事実上問題に対処できない可能性があった。盆地が水で満たされ、ソルトンの町、サザン・パシフィック鉄道の側線およびトレス・マルティネスのインディアンの土地が水に浸かった。急な水の流入と盆地から排水する方法が無かったために、ソルトン湖が形成されることになった。
コロラド川からインペリアル・バレーに対しては間欠的な溢水が続いたため、コロラド川の洪水制御のためにダムを建設する考えが生まれた。最終的には1922年に連邦政府が測量隊に出資し、コロラド川のダム建設を目される場所を爆破し、ブラック・キャニオンでフーバーダムを建設することになった。フーバーダムの建設は1929年に始まり、1935年に完工した。このダムで実質的にインペリアル・バレーの洪水を止めることができた。

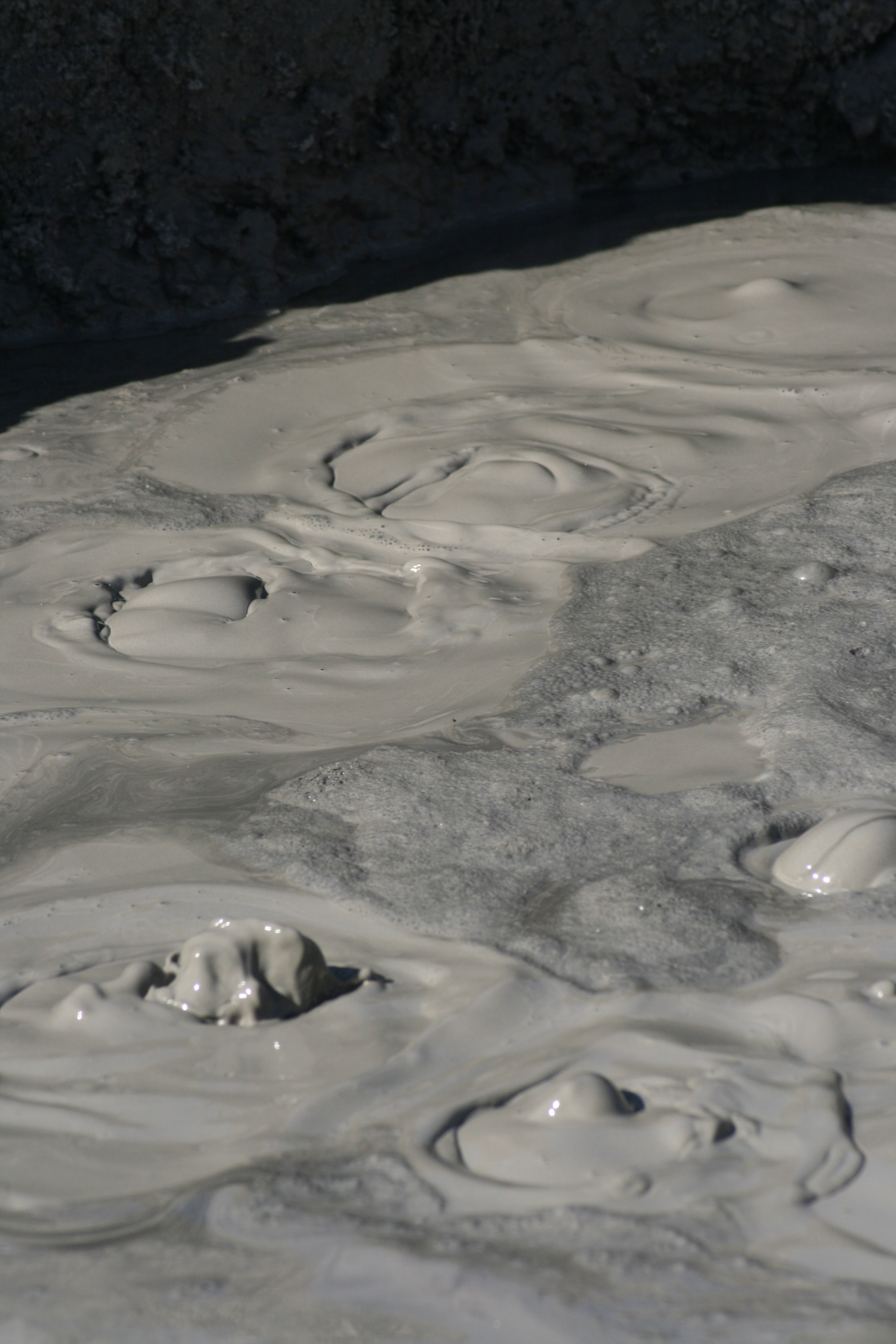
ガスを吹き上げる泥火山

### ソルトン湖のその後の変遷
1920年代、ソルトン湖は水辺のレクリエーション施設が誕生し、水鳥も立ち寄るようになってきたので、観光地として開発された。ソルトン湖は半ば人工的に誕生した湖だが、現在でも渡り鳥や渉禽類の生息地であり続けている。
1950年代には、その西岸にソルトンシティ、ソルトンシービーチ、およびデザートショアーズ、東岸にはデザートビーチ、ノースショアおよびボンベイビーチの町が建設されリゾート地として成功を収めた。湖の南東2マイル (3 km) にはナイランドの町も造られた。地熱活動も視認できている。東岸には坊主地獄や泥火山もある。

## 鳥類
ソルトン湖は「鳥類多様性の宝冠」と言われている.
400種以上の鳥類がソルトン湖で観察されている。アメリカシロペリカンの個体数では残存数の30%が生息している。太平洋フライウェイ（渡り鳥のコース）では主要な休息地でもある。2006年11月18日には、北極圏の鳥であるヒメクビワカモメが目視され、撮影された。

## 環境の悪化

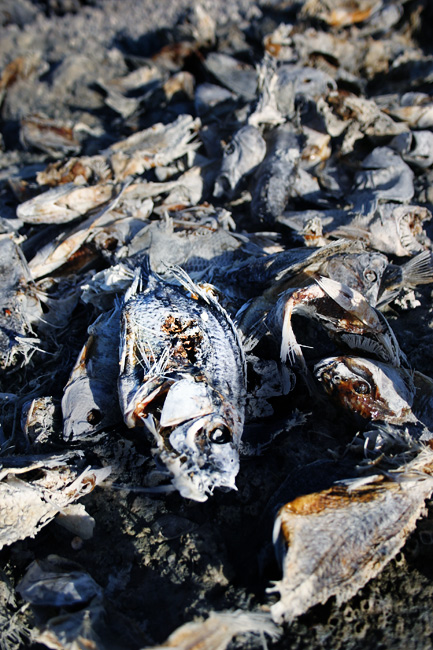
西岸のソルトンシティで見られた死魚

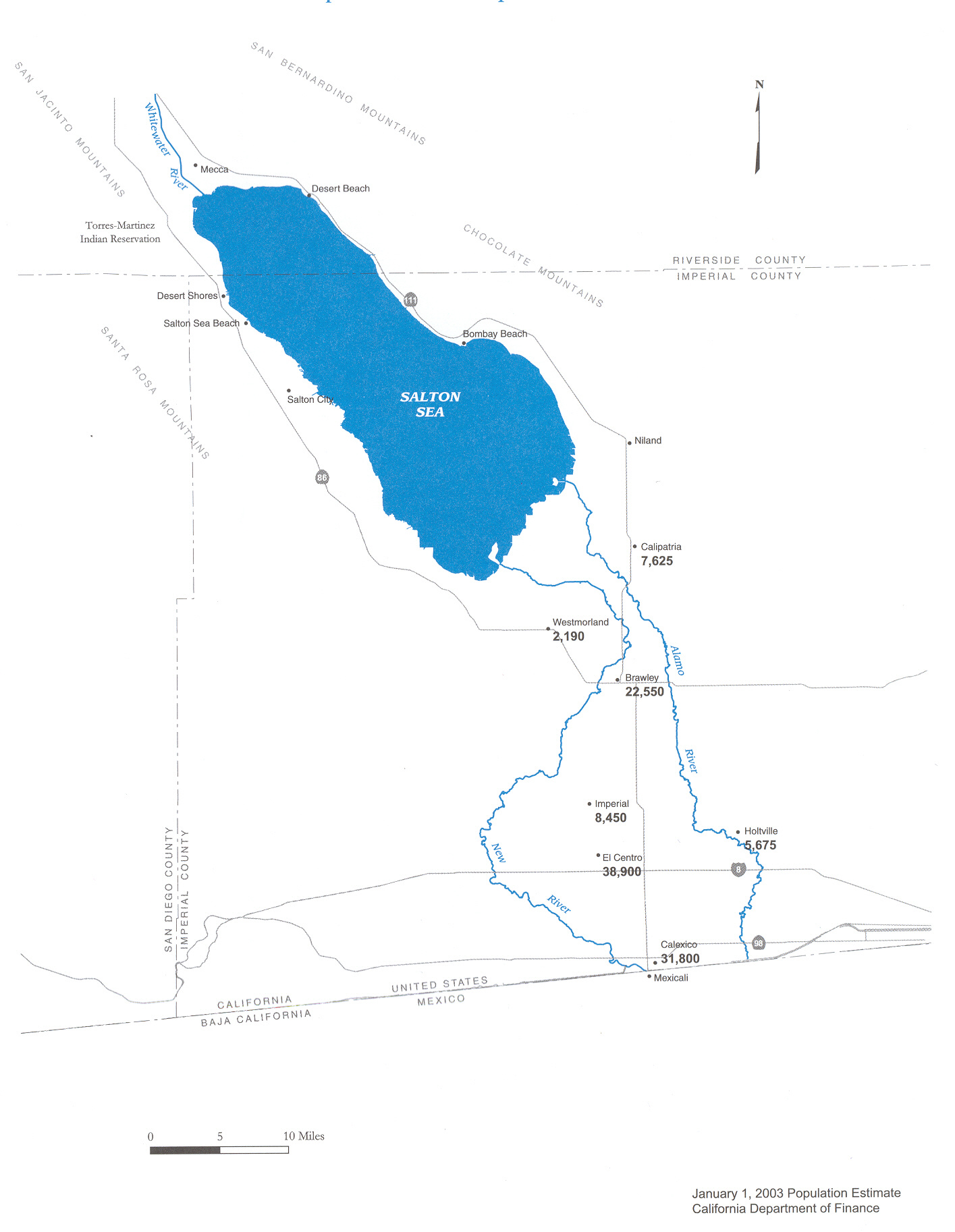
ニュー川とアラモ川の流路

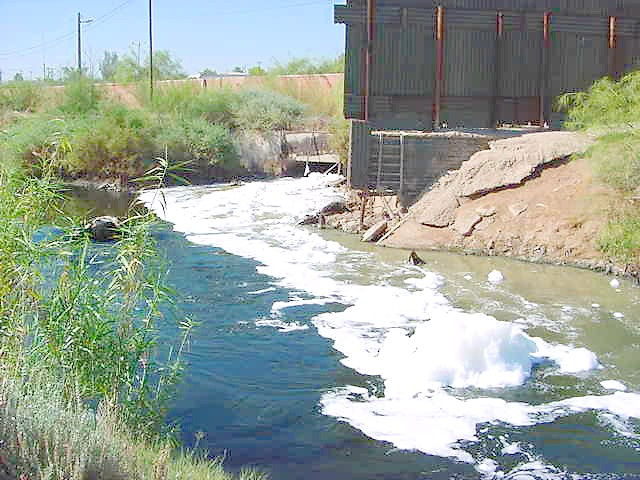
ニュー川はバハ・カリフォルニア州メヒカリからインペリアル・バレーに入り、ソルトン湖に至る

ソルトン湖から出て行く水路が無いということはこの湖の変化が加速される水系であることを意味している。農業用水の流出水が湖の水位を変動させ（1950年代と1960年代には周辺の町に溢れた）、比較的高い塩分濃度の水が流れ込んで湖の塩分は増加している。1960年代までに湖の塩分濃度が上昇したことは明らかであり、湖で生息する種の幾つかを危険に曝した。現在の塩分濃度は4.0%（質量濃度）を超えており（海水より高い）、多くの魚類が生息できなくなっている。塩分濃度が4.4%を超えると、生息できるのはティラピアだけだと考えられている。この塩分濃度の上昇に肥料の流出が組み合わされ、青粉が増大し、バクテリアの水準も上がった。

### 修復の動き

#### 海面運河について過去の動きと提案
ソルトン湖を救うための案が1955年以来評価されてきた。初期の概念には「パイプイン・パイプアウト」という案があり、カリフォルニア湾や太平洋から塩分濃度の低い海水を運び入れ、湖の塩分濃度の高い水を外に排出することだった。塩田として機能する蒸発池や、淡水湖と塩水湖に分離する大型ダムの建設という案もあった。他にもカリフォルニア湾から海面の高さの運河を引くという案もあった。ソルトン湖は海抜マイナス200フィート (-60 m) にあり、海面運河であれば大量の塩分濃度の低い海水を導くことができ、費用の高いポンプやパイプラインの必要性が無くなるものだった。この運河を大きなものにすればレクリエーション用途や大型の外洋船の航行も可能だった。海面運河には2つの目的があった。南カリフォルニアに内陸港を造ること、およびメキシコとアメリカ合衆国の大衆と野生生物にとってレクリエーションと環境に優しい資産を造ることだった。海面運河では湖の水面を予測可能な方法で制御する道筋も与えそうだった。しかし、塩分を外に出す方法が無ければ、塩分濃度は永久に上がり続けるのも事実だった。
1990年代にアメリカ合衆国下院議員の故ソニー・ボノ（英語: Sonny_Bono）によって湖への関心が高められた。その未亡人メアリー・ボノ・マックがボノの死去によって生じた空席を引継ぎ、レッドランズ選出の下院議員ジェリー・ルイスと共にソルトン湖に対する関心を喚起し続けている。1998年、ソニー・ボノ・ソルトン湖修復プロジェクトが始められた。
1990年代後半、地元の共同機関であるソルトン湖オーソリティとアメリカ合衆国土地改良局がソルトン湖を救うための案の評価と作成を始めた。起草された環境影響報告書と環境影響表明書は代案の中の優先案を示さないままに2000年に公衆の閲覧に供された。その時以来、ソルトン湖オーソリティが優先案を作成してきており、それには湖の北部と南部および西端にそって淡水湖を生むための水を湛える大型のダムを建設することが記されている。この計画は生態系の需要に応えられなかったことや、その計画を無効にする可能性のある断層があるという土木工学的な懸念のために、批判に曝されている。
ソルトン湖オーソリティが発表した優先案に対する批判には次のようなものがある。
- 厚さ200フィート (60 m) の堆積層があり、その上に石組みの構造を置くには耐えられないという土木上の欠陥
- 大型地震が近くのサンアンドレアス断層を襲った場合の地質的問題（サンアンドレアス断層は堤の東端から幾らも離れていない）
- 南側池から水が抜けて、柔らかい堆積層に北側池の水圧が掛かったときの物理的破壊の問題
- 大量のアルカリ分が地域に拡がり、南部盆地の穀物を壊滅させる可能性と、乾燥した塩分堆積物が露出して作物に被害を与え、人の呼吸器系の問題を増加させること

他にも多くの案が提案されてきた。塩水を外に出す手段としてメキシコのラグナサラダの湿地にパイプラインを引く方法や、アクアジェネシス社がカリフォルニア湾から海水を引き、地熱を利用して塩分を抜き、計画実現のためにその水を販売することなどである。この計画では全長20マイル (30 km) のパイプラインとトンネルを建設し、海岸部の水需要が増加しているので、南部海岸の都市に毎年100万エーカー・フィート (1.2 km3) の水を供給することになっている。

#### 修復過程の現状

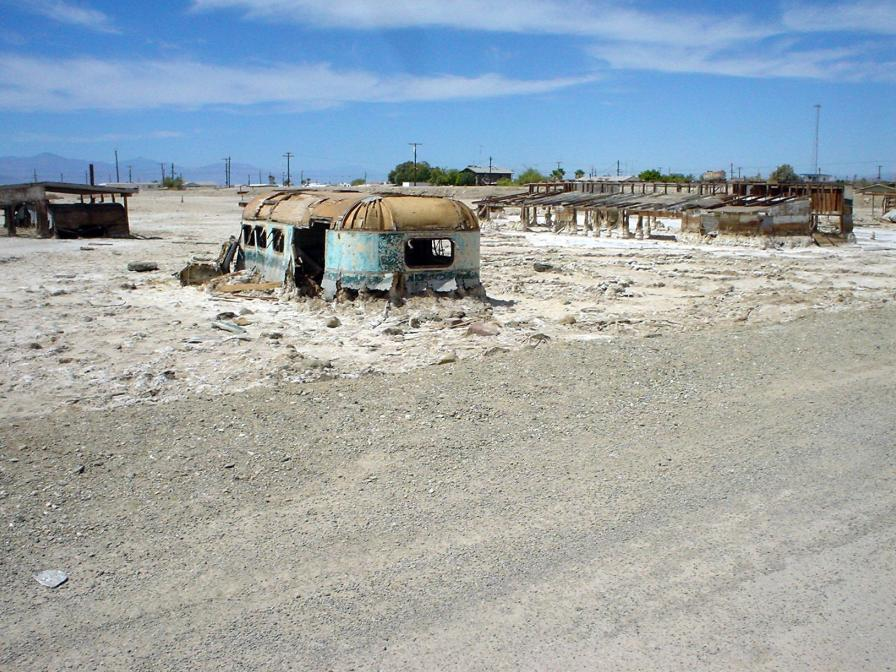
ソルトン湖岸ボンベイビーチにある塩分で覆われ廃棄された建物

カリフォルニア州議会は2003年と2004年の立法により、州資源長官にソルトン湖生態系の修復計画と、それに伴う環境影響報告書を準備するよう指示した。この動きの一部として、資源長官は代案選定過程のあらゆる段階を通じての相談を含め、生態系修復計画の準備を支援する諮問委員会を設立した。カリフォルニア州水資源庁と同魚類生物管理庁はソルトン湖生態系修復とその生態系に依存する野生生物の保護のための最適案を作る動きを指導している。
2008年1月24日、カリフォルニア州議会分析家事務所が「ソルトン湖修復」と題する報告書を公開した。この計画に示された優先案は、25年間で総額90億ドルを遣い、現状より小さいが管理しやすいソルトン湖とすることを提案している。人間と生物が使うことのできる水は現状の365平方マイル (945 km2から60%減の147平方マイル (381 km2) となる。大石、砂利および石柱が大半で建設される全長52マイル (84 km) の堤が土盛土手沿いに造られ、西岸のサンフェリペ・クリークから東岸のボンベイビーチまで北岸に沿った馬蹄形の中に水を囲い込む。湖の中央部はほぼ完全に蒸発させて塩田として機能させ、湖の南部は塩水生生物の生息域になる。これが承認されれば、2011年にも開始され、2035年までに完工するものとされている。

### メディアの注目

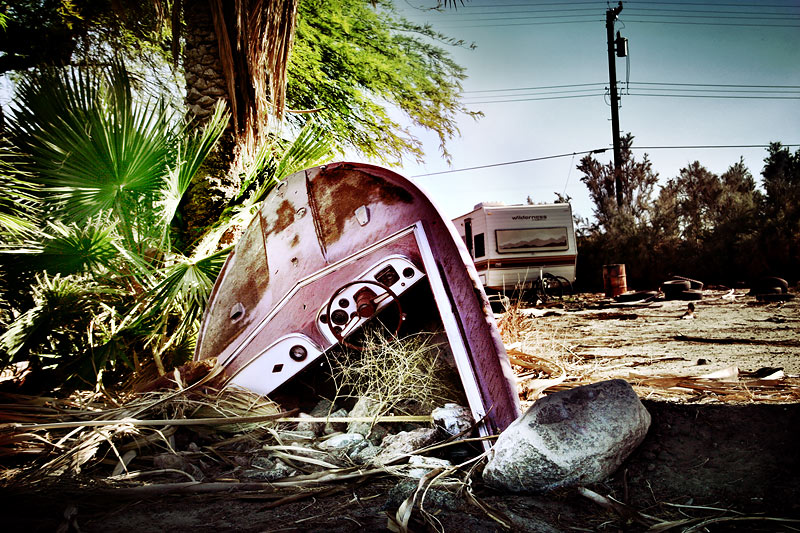
ソルトン湖西岸のマリーナ近く、放棄されたボートが置かれている

ジョン・ウォーターズがナレーションを収めたドキュメンタリー映画Plagues & Pleasures on the Salton Sea（ソルトン湖の災害と楽しみ）は環境問題と風変わりな地域住民と共にソルトン湖の100年間を紹介している。
ランソム・リッグスが撮影しナレーションをいれた6分間の短編映画The Accidental Sea（偶然の海）は地域の歴史を簡潔に論じ、放棄以来の荒廃した様子を物語っている。
公共放送サービスのテレビ番組Journey to Planet Earth（惑星地球への旅）のエピソード"Future Conditional"（将来の条件、ナレーションはマット・デイモン）では、この湖の窮状を紹介し、もし何もしなければアラル海の二の舞になると述べている。
テレビ番組 Life After People（人類滅亡後の世界）のエピソード"Holiday Hell"（休日地獄）では、パームスプリングスのようなリゾート地でもそこに人間がおらず保守していなければ朽ちてしまう例としてソルトン湖を用いている。
2009年3月24日、「ロサンゼルス・タイムズ」はソルトン湖で起こった一連の地震について報道した。この記事では著名な地球物理学者や地震学者の言も紹介し、これら小さな地震がサンアンドレアス断層における大規模地震を引き起こすことになると論じている。

## 関連図書
- Setmire, James G., et al. (1993). Detailed study of water quality, bottom sediment, and biota associated with irrigation drainage in the Salton Sea area, California, 1988–90 [Water-Resources Investigations Report 93-4014]. Sacramento, Calif.: U.S. Department of the Interior, U.S. Geological Survey.
- Setmire, James G., Wolfe, John C., and Stroud, Richard K. (1990). Reconnaissance investigation of water quality, bottom sediment, and biota associated with irrigation drainage in the Salton Sea area, California, 1986–87 [Water-Resources Investigations Report 89-4102]. Sacramento, Calif.: U.S. Department of the Interior, U.S. Geological Survey.
- Sperry, Robert L. (Winter 1975), “When the Imperial Valley Fought for its Life”, Journal of San Diego History 21 (1)
- Greenfield, Steven (Winter 2006), “A Lake by Mistake”, Invention & Technology 21 (3)